# دفنة حادة الفلقات
دفنة حادة الفلقات (الاسم العلمي: Daphne acutiloba) هي نوع من النباتات تتبع جنس الدفنة من الفصيلة المثنانية.